# Klearchos von Soloi
Klearchos von Soloi war ein griechischer Philosoph, Schüler des Aristoteles und Peripatetiker der ersten Generation.
Die genauen Lebensdaten sind nicht überliefert, doch zu erschließen: geboren vor 340 v. Chr. in Soloi auf Zypern, lebte Klearchos wahrscheinlich bis in die Mitte des 3. Jahrhunderts v. Chr. Unter den Peripatetikern zeichnet er sich dadurch aus, dass er sich nicht von Platon abkehrte. An biographischen und psychologischen Fragen interessiert, schrieb er „Über die Erziehung“ (peri paideias).
Klearchos ist nach Louis Robert der Stifter einer Inschrift, die 1965 bei Ausgrabungen in der griechischen Kolonie in Ai Khanoum in Afghanistan (möglicherweise Alexandreia am Oxus) gefunden wurde. Dort ließ Klearchos eine Steinsäule mit den Sprüchen der „Sieben Weisen“ im heiligen Hain des Stadtgründers Kineas aufstellen. Diese Inschrift ist ein herausragendes Beispiel für die geistige Hellenisierung und die Propagierung griechischer Kultur im Weltreich Alexanders.

## Textausgaben
- Fritz Wehrli: Klearchos (= Die Schule des Aristoteles. Texte und Kommentar. Heft 3). 2., ergänzte und verbesserte Auflage, Schwabe, Basel 1969 (Sammlung der Fragmente des Klearchos mit Kommentar).
- Robert Mayhew, David C. Mirhady (Hrsg.): Clearchus of Soli. Text and translation by Tiziano Dorandi and Stephen A. White. Routledge, London 2022. ISBN 978-0-367-70681-4.